# Gewerkschaften in Litauen
Die Gewerkschaften in Litauen gehören zum größten Teil einem der vier Gewerkschaftsbünde an:
| Name des Gewerkschaftsbunds                                                           | Mitglieder              | Zugehörigkeit zu einem Internationalen Gewerkschaftsverband |
| ------------------------------------------------------------------------------------- | ----------------------- | ----------------------------------------------------------- |
| Lietuvos profesinių sąjungų konfederacija, LPSK (Litauischer Gewerkschaftsbund)       | 50.000 (2019)           | IGB, EGB, BASTUN (Baltisches Gewerkschaftsnetzwer)          |
| Lietuvos profesinė sąjunga »Solidarumas«, LPS‘S (Litauische Gewerkschaft SOLIDARUMAS) | 13.000 (Schätzung 2017) | IGB, EGB, PERC, BASTUN                                      |
| Profesinė sąjunga SANDRAUGA, (Gewerkschaftsbund Sandrauga)                            | Geschätzt unter 5.000   | CESI                                                        |
| Lietuvos darbo federacija, LDF (Litauischer Abreitsverband)                           | Unter 5.000             | EGB                                                         |

## Mitgliedsgewerkschaften, internationale Kontakte
Mitgliedsgewerkschaften des LPSK sind u. a. (in Klammern jeweils: Mitgliederzahlen, Zugehörigkeit zu einer Globalen Gewerkschaftsföderation):
- Lietuvos Švietimo ir mokslo profesinė sąjunga, LŠMPS (Gewerkschaft Erziehung und Wissenschaft)
(8.035, ETUCE, EI);
- Lietuvos Švietimo darbuotojų profesinė sąjunga, LSDPS (Gewerkschafts der Bildungsangestellten)
(6.000, ETUCE, EI);
- Lietuvos pramonės profesinių sąjungų federacija, LPPSF (Lithuanian Industrial Trade Union Federation, LITUF)
(EPSU, PSI, IndustriAll);
- Lietuvos maistininkų profsąjunga, LMPS (Litauische Gewerkschaft der Lebensmittelproduzenten)
(1.508, EFFAT, IUF);
- Lietuvos valstybės tarnautojų, biudžetinių ir viešųjų įstaigų darbuotojų profesinė sąjunga (Gewerkschaft der litauischen Beamten, Haushalts- und öffentlichen Angestellten)
(2.150, PSI, EPSU);
- Lietuvos teisėsaugos pareigūnų federacija, LTPF, (Litauischer Verband der Strafverfolgungsbeamten)
(4.000, EPU, EUROCOP).